# Миллер, Элла
Э́лла Ми́ллер (англ. Ella Miller; 6 декабря 1884 — 21 ноября 2000) — американская долгожительница. Являлась старейшим человеком с 30 декабря 1999 до 21 ноября 2000 года. Также являлась старейшей живущей жительницей США. Вероятнее всего, она дожила до 115 лет 351 дня.

## Биография
Родилась в Мурсберге, штат Теннесси, США 6 декабря 1884 (заявлено 1880). Работала служанкой в округе Хокинс, прежде чем переехать в Огайо в начале 1900-х. Вышла замуж в 1908 году, однако у пары детей не было; муж умер в 1936 году.
Элла проживала в Гамильтоне работая служанкой до 1987 года, прежде чем выйти на пенсию и переехать в Вирджинию, округ Фэрфакс, город Виенна.
Умерла в Вирджинии, город Виенна, округ Фэрфакс 21 ноября 2000 года, в возрасте 115 лет 351 дня.

## Рекорды долгожительницы
16 августа 1998 стала старейший афроамериканкой, после смерти Бетти Четмон.
20 ноября 1999 года стала последней живущей жительницей мира, родившаяся в 1884 году.
30 декабря 1999 года стала старейшим жителем Земли после смерти Сары Носс.
Последняя выжившая долгожительница, родившаяся до 1886 года.